# David Van Reybrouck

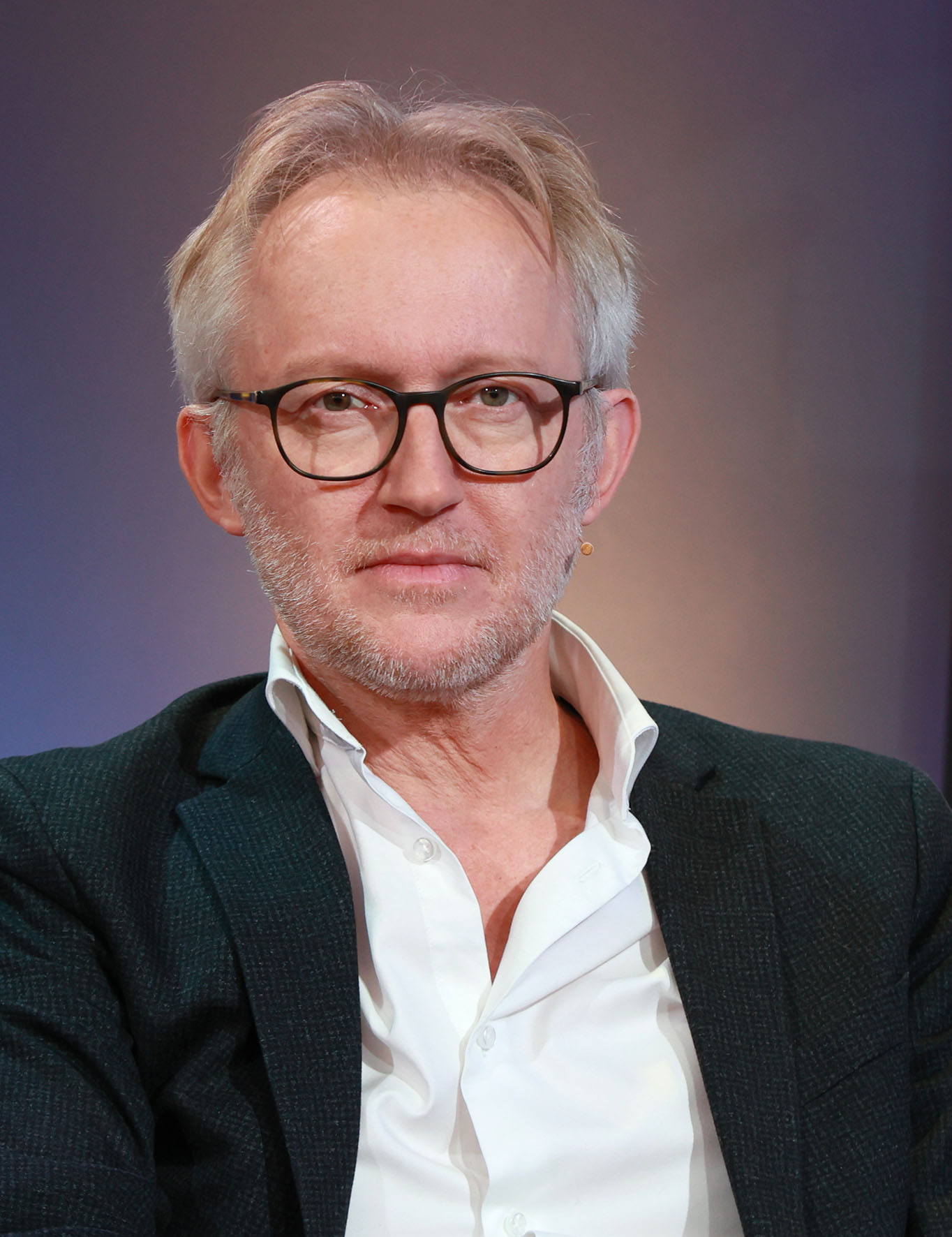
David Van Reybrouck, 2022

David Grégoire Van Reybrouck, född i Brygge den 11 september 1971, är en belgisk (flamländsk) kulturhistoriker, arkeolog och författare. Han har mottagit flera nederländska litterära priser, bland annat AKO Literatuurprijs, Libris Geschiedenis Prijs och Prix Médicis. Han skriver historiska fackböcker, romaner, poesi och akademiska texter.
Under våren 2010 publicerades hans bok Congo. Een geschiedenis (på svenska: Kongo – en historia, Natur & Kultur, 2012). Boken handlar om Kongo-Kinshasas historia och innehåller arkivmaterial, intervjuer och personliga iakttagelser. 